# اسموند براک
اسموند براک (انگلیسی: Osmond Brock; ۵ ژانویهٔ ۱۸۶۹ – ۱۵ اکتبر ۱۹۴۷) افسر نیروی دریایی پادشاهی بریتانیا بود. براک در سال‌های اولیه قرن بیستم به عنوان دستیار مدیر اطلاعات نیروی دریایی و سپس به عنوان دستیار مدیر بسیج نیروی دریایی در نیروی دریایی خدمت کرد. در طول جنگ جهانی اول، براک فرماندهی رزم‌ناو اچ‌ام‌اس پرنسس رویال را در نبرد هلیگولند بایت و در نبرد دوگر بنک بر عهده داشت. سپس در نبرد جوتلند، فرماندهی اسکادران اول رزم‌ناو اچ‌ام‌اس پرنسس رویال را با پرچم خود در اچ‌ام‌اس پرنسس رویال بر عهده داشت.
پس از جنگ، براک معاون رئیس ستاد نیروی دریایی شد و سپس به عنوان فرمانده کل ناوگان مدیترانه منصوب شد. پس از پیروزی ترکیه در آناتولی در پایان جنگ یونان و ترکیه، براک عملیات نجات غیرنظامیان فراری یونانی را سازماندهی کرد و با استقرار ماهرانه کشتی‌های خود، ترک‌های در حال پیشروی به رهبری مصطفی کمال آتاتورک را از حمله به پادگان بریتانیا در چاناک در منطقه بی‌طرف داردانل منصرف کرد.  براک به خاطر مدیریت دیپلماتیک بحران چاناک، در سال ۱۹۲۳ توسط لئو امری، لرد اول دریاسالاری، در مجلس عوام مورد تقدیر قرار گرفت.